# De Lescano
De Lescano är en svensk musikgrupp som bildades 2009. Den består av den argentinsk-finska sångerskan Isabel De Lescano, gitarristen Fredrik Blank samt Staffan Hellstrand. 
Gruppens debutalbum De Lescano släpptes i maj 2010 och den första singeln "När jag sjunger igen" spelades flitigt i bland annat P3. Gruppen har själva beskrivit sin musikstil som "en blandning av psykedelika, Sonic Youth-rock, New Order-pop, electro och brasilianska rytmer".